# ANNIE/アニー
『ANNIE/アニー』（Annie）は、2014年のアメリカ合衆国のミュージカルコメディ・ドラマ映画。監督はウィル・グラック、製作はウィル・スミスとジェイ・Z。ハロルド・グレイによる1924年のコミック・ストリップ『Little Orphan Annie』をもとにした同名のミュージカルの舞台を現代に翻案した映画であり、クヮヴェンジャネ・ウォレスがアニー、ジェイミー・フォックスが原作のダディ・ウォーバックスをもとにしたウィル・スタックスを演じた。
ミュージカルの映画化はコロンビア ピクチャーズによる1982年の劇場映画、ディズニーによる1999年のテレビ映画に続いて3回目であり、撮影は2013年8月より行われた。

## ストーリー
10歳の少女アニーは、赤ちゃんのときに孤児院の玄関前に置き去りにされ、現在は他の子供たちと共に落ちぶれたのんだくれハニガンの元で暮らしていた。彼女はいずれは自分を迎えにくるはずの両親を見付け出そうとしていた。
ある日、アニーは犬を虐める少年たちを追いかけていた際に車に轢かれそうになるが、偶然通りかかったスタックスに助けられる。彼は携帯電話会社の社長で、次期ニューヨーク市長選挙の立候補者だったが、あまりの人気のなさに悩んでいる最中だった。しかし、アニーを助けた場面がインターネットにアップロードされたことで支持率が上昇したことに目を付けた選挙参謀ガイの提案で彼女と一緒に暮らすことになり、それを聞いたアニーも自分の知名度を上げて両親を探しやすくしようと考え、スタックスと一緒に暮らすことに同意する。スタックスは嫌々アニーと暮らし始めるが、一緒に生活するうちに彼女の明るい人柄に癒され心を開くようになり、アニーもスタックスに親近感を抱いていく。
パーティーに招待されたアニーは、ガイの指示でスタックスに感謝の言葉を伝える文章を読むように言われるが、彼女は読み書きが出来なかったため会場を飛び出してしまい、それを見たスタックスはスタッフのグレースと相談して、アニーのために家庭教師を雇おうとする。一方で、選挙活動にウンザリしていたガイは、スタックスの勝利を確実にして仕事を辞めようと考え、ハニガンと結託してアニーの偽物の両親を用意して「感動の再会」を演出しようと計画する。アニーの境遇を知ったスタックスは彼女を養女に迎えようと考え、グレースからも賛同を得るが、そこにガイが現れ「アニーの両親が見つかった」と伝える。レストランで両親と再会したアニーは喜び、スタックスとグレースはアニーと別れを交わす。
アニーが両親と立ち去った後、ハニガンはガイに彼女の今後を訪ねると「ほとぼりが冷めた頃に、また里子に出す」と冷淡に返答される。スタックスから「アニーは君の歌を気に入っていた」と伝えられていたハニガンは罪悪感に苛まれ、スタックスに本当のことを伝える。ガイはグレースに殴り倒され、事実を知ったスタックスは会社の力を総動員してアニーの行方を探す。一方、両親が偽物だと知ったアニーは、母親役の女から「スタックスはもうアニーを必要としていない」と告げられショックを受ける。街の人々が行く先々でアニーの姿をインターネットにアップロードしたため、スタックスはそれを手掛かりにアニーを見付け出す。しかし、両親の偽物の言葉を信じたアニーはスタックスを拒絶し、それを聞いたスタックスは駆け付けたマスコミに対して市長選挙からの撤退と「自分が本当にやらなければいけないことをする」と表明する。スタックスは改めてアニーに戻ってきて欲しいと伝え、アニーは彼の元に戻り、スタックスはアニーに後押しされてグレースを食事に誘う。
暫く後、スタックスは識字センターを開設、文字を読める様になったアニーと共に新しい生活を始める。

## キャスト
※括弧内は日本語吹替
- アニー・ベネット - クヮヴェンジャネ・ウォレス（佐々木りお）
- ウィリアム・“ウィル”・スタックス - ジェイミー・フォックス（中井和哉）
- グレース・ファレル - ローズ・バーン（水野貴以[脚注 2]）
- ミス・コリーン・ハニガン - キャメロン・ディアス（本田貴子）
- ガイ - ボビー・カナヴェイル[9]（大塚芳忠）
- ナッシュ - アドウェール・アキノエ＝アグバエ[10]（楠大典）
- ルー - デイヴィッド・ザヤス（西村太佑）
- テシー - ゾーイ・マーガレット・コレッティ（菊地心寧）
- ミア - ニコレット・ピエリーニ（稲葉菜月）
- イザベラ - エデン・ダンカン＝スミス（鎗水遙）
- ペッパー - アマンダ・トロヤ（佐多明理）
- 審査官 - マイク・バービグリア（英語版）（古屋家臣）
- にせパパ - ドリアン・ミシック（英語版）（志村知幸）
- にせママ - トレイシー・トムズ（斉藤貴美子）
- ミセス・コヴァチェヴィク - ステファニー・カーツバ（よのひかり）
- ハロルド・グレイ - ピーター・ヴァン・ワグナー（堀越富三郎）
- ウエーター - レイ・イアニチェリ（小島敏彦）
- 赤毛のアニー - タイラー・リチャードソン（古口貴子）
- オーディションパパ - デリック・バスキン（英語版）（加藤圭）
- オーディションママ - パーネル・ウォーカー（杉浦慶子）
- 魚の女神サカナ - スカーレット・ベンチリー（大津愛理）
- NY1レポーター - パット・キアーナン（英語版）（梅津秀行）

カメオ出演
- 本人役 - マイケル・J・フォックス（宮川一朗太）
- 女被験者 - パトリシア・クラークソン（堀井千砂）
- 動物ボランティア - シーア（佐竹海莉）
- バーの男性 - ボビー・モイニハン
- アンドレア・アルヴィン - ミラ・クニス（小林未沙）
- サイモン・グッドスピード - アシュトン・カッチャー（小林親弘）
- 月の将官 - リアーナ（鶏冠井美智子）
- フィル・ロード&クリス・ミラー

## ミュージカルナンバー
1. "Overture"
2. "Maybe" - アニー、テッシー、ミア、ペッパー
3. "It's the Hard Knock Life" - アニー、テッシー、ミア、イサベラ、ペッパー
4. "Tomorrow" - アニー
5. "I Think I'm Gonna Like It Here" - アニー、グレイス
6. "Little Girls" - ミス・ハニガン
7. "The City's Yours" - ウィル、アニー
8. "Opportunity" - アニー
9. "Easy Street" - ガイ、ミス・ハニガン
10. "Who Am I?" - ミス・ハニガン、ウイリアム・スタックス、アニー
11. "I Don't Need Anything But You" - ウィル、アニー、グレイス
12. "Tomorrow" (Finale) - キャスト

## 製作
2011年1月、ソニーはジェイ・Zとウィル・スミスのプロデュースにより、スミスの娘のウィロー主演でリメイクされることを初めて発表した。2011年2月、テレビドラマ『glee/グリー』のライアン・マーフィーが監督の第一候補に挙がっていたが、3月までに彼は辞退した。
製作側はすぐに脚本家を探し始め、女優のエマ・トンプソンが考慮された。2012年5月の段階では、トンプソンの脚本は現代のニューヨークを舞台としたものになっており、またジェイ・Zは映画用に新たな楽曲を提供する予定であった。2012年7月、『幸せへのキセキ』のアライン・ブロッシュ・マッケンナが脚本の第二稿を執筆した。8月、2013年春からの製作開始が発表された。
2013年1月、『小悪魔はなぜモテる?!』のウィル・グラックが監督として雇われたが、ウィロー・スミスは降板した。

### キャスティング
2013年2月までに『ハッシュパピー 〜バスタブ島の少女〜』に出演してアカデミー賞候補となったクヮヴェンジャネ・ウォレスがスミスに代わって主役に抜擢され、公開日が2014年のクリスマスに予定された。
2013年3月時点でも残りのキャスティングが続き、ジャスティン・ティンバーレイクがダディ・ウォーバックス役になると噂されていた。これはジェイミー・フォックスがそのキャラクターに当たるウィル・スタックス役で契約したことで否定された。2013年6月、サンドラ・ブロックの辞退後にキャメロン・ディアスがミス・ハニガン役にキャスティングされた。
2013年7月にローズ・バーンがスタックスのアシスタントのグレース・ファレル役、8月にボビー・カナヴェイルがスタックスのアドバイザー役でキャスティングされた。9月、アニーの里親姉妹役をアマンダ・トロヤ、ニコレット・ピアイーニ、エデン・ダンカン＝スミス、ゾーイ・コレットが務めることが発表された。
2013年9月19日、主要撮影が開始された。撮影は主にグラマン・スタジオで行われた。

## 公開
北アメリカでは2014年12月19日に封切られた。日本では公開4週目の2015年2月14日・15日時点で累計動員85万6,659人、興収10億7,446万3,400円の成績となった。

### 流出騒動
劇場公開の約3週間前となる2014年11月27日、映画の本編映像がPeer to Peerのファイル共有サイト上に流出した。これはソニー・ピクチャーズ・エンタテインメントへのハッキング事件の一環であり、『ANNIE/アニー』の他に『フューリー』やソニーの未公開映画（『ターナー、光に愛を求めて』、『アリスのままで』、『To Write Love on Her Arms』）が被害を受けた。流出から3日以内で推定で20万6000のユニークIPが『ANNIE/アニー』をダウンロードした。12月9日までには31万6000以上までの増えていたが、BoxOffice.comのアナリストは興業へ影響を与える可能性は低いと報じた。

## 評価
批評家レビュー集積サイトのRotten Tomatoesでは108件のレビューで支持率は30%、平均点は4.5/10となった。またMetacriticでの加重平均値は38件の批評家レビューで33/100となった。
批判的な評価としては、第35回ゴールデンラズベリー賞で、本作が「最低リメイク・パクリ・続編賞」に選ばれた。

### 受賞とノミネート
| 賞                      | 授賞式        | 部門                                    | 候補                                                                       | 結果       |
| ----------------------- | ------------- | --------------------------------------- | -------------------------------------------------------------------------- | ---------- |
| ゴールデングローブ賞    | 2015年1月11日 | 主演女優賞 (ミュージカル・コメディ部門) | クヮヴェンジャネ・ウォレス                                                 | ノミネート |
| ゴールデングローブ賞    | 2015年1月11日 | 主題歌賞                                | "Opportunity" - グレッグ・クスティン、シーア・ファーラー、ウィル・グラック | ノミネート |
| NAACPイメージ・アワード | 2015年2月6日  | 映画女優賞                              | クヮヴェンジャネ・ウォレス                                                 | ノミネート |

## テレビ放送
2017年5月5日、日本テレビ系列の『金曜ロードSHOW!』で地上波初放送された。